# VSDC Free Video Editor
VSDC Free Video Editor é uma aplicação de edição não linear (NLE) desenvolvida pela Flash-Integro, LLC. O programa é capaz de processar filmagens de alta resolução, incluindo vídeos em 4K UHD, 3D e VR em 360 graus. O VSDC permite aplicar efeitos profissionais de pós-produção e correção de cor, suporta plug-ins do VirtualDub, bem como a capacidade de capturar vídeo da tela, gravar voz, salvar arquivos multimídia em vários formatos, incluindo aqueles pré-configurados para publicação no Facebook, Vimeo, YouTube, Instagram e Twitter.

## Visão geral
O VSDC funciona na plataforma Windows 2000 / XP / Vista / 7/8/10. O editor suporta arquivos de vídeo e áudio gravados em smartphones, câmeras de ação, câmeras profissionais, drones, e pode ser usado para todas as tarefas comuns de edição de vídeo necessárias para produzir vídeo de alta definição com qualidade de broadcast.

## Processamento de vídeo

### Recursos básicos de edição de vídeo
- Ferramentas para cortar, dividir em partes, mesclar, girar, virar, tocar para trás, alterar o volume
- Redimensionamento, qualidade e configurações de resolução
- Estabilização de vídeo
- Mudança de velocidade
- Inserção de texto e legendas
- Assistente de apresentação com mais de 70 efeitos
- Instantâneas
- Filtro DeLogo para ocultar automaticamente elementos indesejados
- Conversão de vídeo 3D para 2D
- Filtros rápidos como no Instagram
- Editor de texto completo para títulos e efeitos de texto
- Conversor de vídeo incorporado que suporta mais de 20 formatos
- Gravador de tela embutido
- Gravador de voz embutido

### Pós-produção avançada
Correção de cor
Além das ferramentas padrão de ajuste automático de contraste e brilho o VSDC oferece soluções profissionais de correção de cor:
- Tabelas de correção de cor (LUTs)
- Curva RGB que modifica o aspecto de todo o vídeo ou imagem por cor selecionada (vermelho, verde, azul ou branco).
- Curvas de saturação e matiz para modificar o aspecto de um vídeo ou uma imagem com base na cor selecionada.
- Ferramenta de gradiente para criar uma mistura gradual entre várias cores
- 20+ ajustes de cor padrão

Ferramenta de máscara – permite aplicar vários filtros a uma determinada parte de um vídeo ou uma imagem
30+ modos de mesclagem
Movimento – os objetos na cena podem se mover seguindo uma trajetória escolhida
Animação –ilusão de movimento e mudança de qualquer objeto estático na cena por meio da exibição rápida de uma seqüência desses objetos
Efeitos de vídeo:
- Chroma key - uma ferramenta que permite substituir um plano de fundo de cor sólida (normalmente verde ou azul).
- 15 filtros, incluindo Desentrelaçamento, Pixelização, Delogo, Borrão e muito mais
- 8 efeitos de transformação, incluindo zoom, espelho, resample e muito mais
- 5 soluções de transparência
- Efeitos de TV dinâmicos (TV antiga, TV quebrada, TV com ruído)
- Suporte a plugins do VirtualDub

Charts and diagrams - Gráficos 3D incluindo Torta, Radar, Toro, Barra, Bolha, Spline, Step Line, Área Spline, Funil, Pirâmide, etc. para exibição otimizada de qualquer dado complexo
Edição de vídeo 3D e 360 graus

## Processamento de áudio
O VSDC permite dividir um vídeo em camadas de áudio e vídeo e editá-las como elementos separados: como formas de onda e faixas de vídeo.
Ferramentas e efeitos de edição de áudio:
- Ferramenta de Espectro de audio anima uma forma de onda ao ritmo da música ou de qualquer outro som
- O recurso de Voice over integrado permite gravar voz e adicioná-la à vídeo
- Os efeitos de amplitude de áudio (normalização, desaparecimento e amplificação) ajudam a corrigir uma banda sonora imperfeita
- Os efeitos de demora, alongamento de tempo e reverso são adaptados para dar uma sonoridade relevante às faixas de áudio: como se fossem cantadas por um coro, esticadas no tempo ou reproduzidas para trás
- Ferramentas de DeNoise para redução de ruído de áudio
- Trabalho simultâneo com várias faixas de áudio

## Formatos e Codecs
| Formato de importação | Formato de importação                                                                    | Formato de importação                       |
| --- | ---------------------------------------------------------------------------------------- | ------------------------------------------- |
| Vídeo | Áudio                                                                                    | Imagem                                      |
| WebM, AVI, QuickTime (MP4/M4V, 3GP/2G2, QuickTime File Format), HDVideo/AVCHD (MTS, M2TS, TS, MOD, TOD), Windows Media (WMV, ASF, DVR-MS), DVD/VOB, VCD/SVCD, MPEG/MPEG-1/DAT, Matroska Video (MKV), Real Media Video (RM, RMVB), Flash Video (SWF, FLV), DV, AMV, MTV, NUT, H.264/MPEG-4, MJPEG, H265/HEVC, SVG, webP, GIF | MP3/ MP2, WMA, M4A, AAC, FLAC, Ogg, RA, RAM, VOC, WAV, AC3, AIFF, MPA, AU, APE, CUE, CDA | BMP, JPEG/JPG, PNG, PSD, GIF, ICO, CUR, SVG |

| Formato de exportação                 | Formato de exportação                                                                                              | Formato de exportação | Formato de exportação | Formato de exportação | Formato de exportação | Formato de exportação | Formato de exportação |
| ------------------------------------- | --- | --------------------- | --------------------- | --------------------- | --------------------- | --------------------- | --------------------- |
| PC                                    | Web | iPhone/iPad           | DVD                   | Mobile                | PSP                   | Xbox                  | MP3/MP4               |
| AMV, MPG, MOV, WMV, MKV, RM, SWF, FLV | para redes sociais, incluindo YouTube, Instagram, Facebook, Twitter,Vimeo, Bem como MP4, WebM, FLV, SWF, GIF, APNG | M4V                   | DVD, VCD, AVI, MPG    | 3GP, 3G2, MP4, RM     | PSP                   | WMV, AVI, MP4, DVD    | MP4, AMV, MTV         |